# 16ミリフィルム

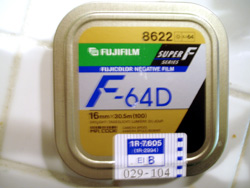
富士フイルム製スーパー16mm（100フィート）

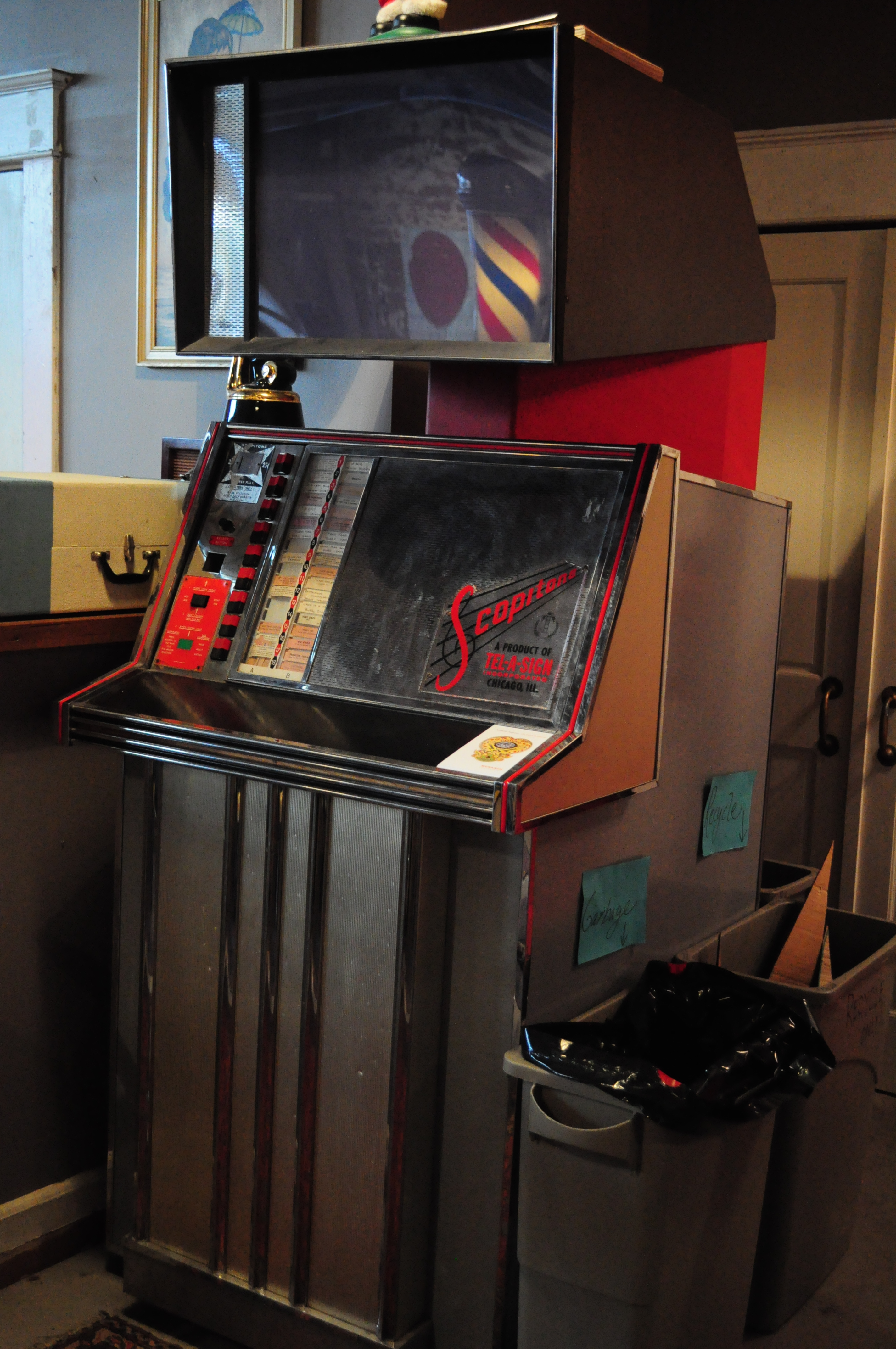
16mmフィルムを用いたジュークボックス、スコーピトーン

16ミリフィルム (16 mm Film) は、フィルムの規格。「16 mm」とも呼ばれる。
主に動画撮影用として使われる。35 mmカメラよりもカメラも映写機も小型化できるため、テレビニュースのロケ撮影・テレビドラマ・低予算の劇場用映画で使われる。かろうじて個人での機材所有も可能であり、8 mmフィルムに飽き足らないハイアマチュアが16 mmにステップアップする例も見られた。
また、映画館や劇場、公共ホールなどにも16 mmの映写機を備え付けている施設は多く、それらの施設で行われる小規模な上映会に供するため、35 mmの劇場映画を16 mmフィルムにプリントしたものも多く制作され、映画センターなどを通じて貸し出しや上映が行われていた。
2000年以降、ビデオカメラやビデオプロジェクターの高画質化、低価格化や、デジタル化とそれに伴うSDカードの普及のため、使用される機会は減少傾向にある。
かつてはスチルカメラにも用いられており、主に小型カメラへ採用された。第二次大戦後には16 mmフィルムを使った豆カメラのブームもあった。35 mmカメラの低価格化と小型化などの影響により次第に市場が縮小し、残っていたミノルタなどの製品も、1972年に登場した110フィルム使用のカメラと入れ替わるように姿を消した。

## 映画用カメラ

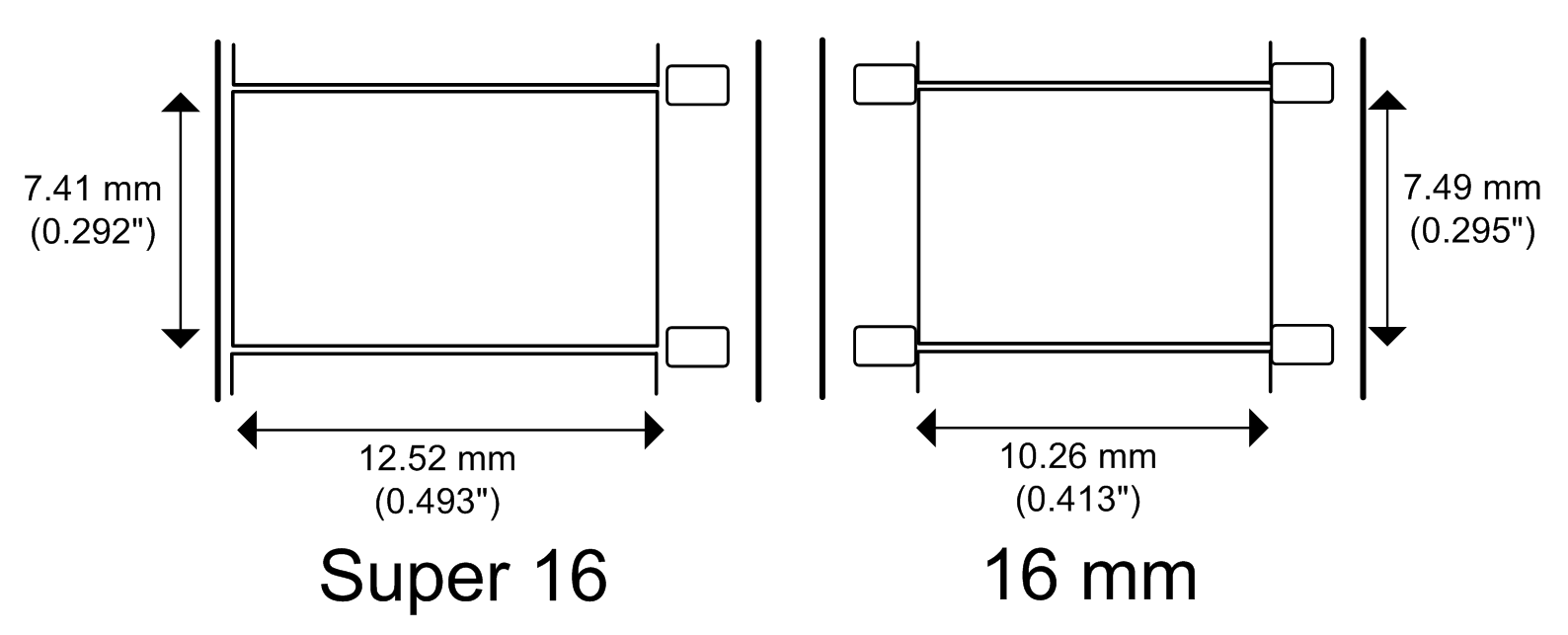
スーパー16 mmと通常の16 mmとの違い

### プロフェッショナル用
今日プロフェッショナル用カメラ産業は、アーノルド&リヒターのアリフレックス16SR3やアリフレックス416、アトーンのアトーンXTRprodといった16ミリカメラを使用する傾向がある。近年アトーンは小型もしくは多機能カメラ向けのカムコーダーサイズのA-Minimaを売り出した。フォトソニックは毎秒1万フレーム (104 fps) のスピードを出せる。16 mmフィルムを使った超高速カメラを製造しているパナビジョンは、カムバックのできる"the Elaine" という珍しいシリーズを売り出している。

### アマチュア用

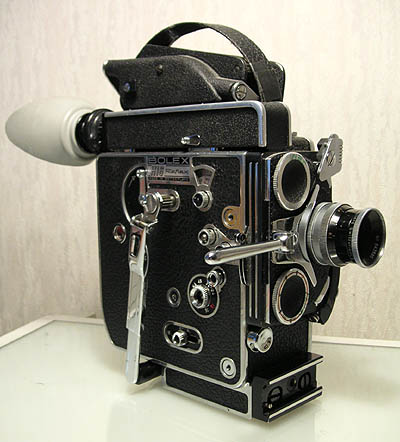
ボレックスH16カメラ

アマチュア・学生・趣味のためのカメラはアーノルド&リヒター (Arri) もしくはアトーンの古い型や、オーリコン、ボーリユー、ベル&ハウエル、ボレックス、キヤノン、シネマ・プロダクツ、エクレール、キーストン撮影機、クラスノゴルスク、ミッチェル撮影機などといったメーカーの商品を使うことが経済的とされている。

### スペック
- 1フレームのフィルム送り量7.6 mm。
- 1フィート分で40フレーム。
- 400フィート（122 m）のフィルムを使用し24フレーム/秒で約11分撮影可能。

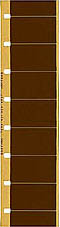
スーパー16サイズのフレームのついた16 mmフィルム

- 縦送り

#### 16 mm
- アスペクト比 - 1.33
- 35 mmアカデミー・フォーマット・プリントを作成する時の拡大率 - 4.58倍
- 撮影 - 10.26×7.49 mm
- 投影 - アスペクト比1.33のフルフレーム時 9.6×7.01 mm、アスペクト比1.85時 9.6×5.2 mm
- TVステーション - 9.65×7.26 mm
- TVトランスミッション - 9.34×7.01 mm
- TVセーフ・アクション - 8.4×6.29 mm（コーナーφ1.67 mm）
- TVセーフ・タイトル - 7.44×5.61 mm（コーナーφ1.47 mm）
- 1フレームにつき1パーフォレーション

#### スーパー16
16ミリフィルムの映像記録部分を音声トラック部分にまで広げ、画角を広げている。その画角はほぼビスタサイズであり、そのままハイビジョン対応のテレシネにかけたり、35 mmフィルムにブローアップして劇場上映することができる。
- アスペクト比1.66
- 撮影 - 12.52×7.41 mm
- 投影 - アスペクト比1.66のフルフレーム時 11.76×7.08 mm、アスペクト比1.85時 11.76×6.37 mm
- 1フレームにつき1パーフォレーション

#### ウルトラ16
- アスペクト比1.89
- 撮影 - 11.66×7.49 mm
- 投影 - 11.66×6.15 mm
- 1フレームにつき1パーフォレーション

## スチルカメラ

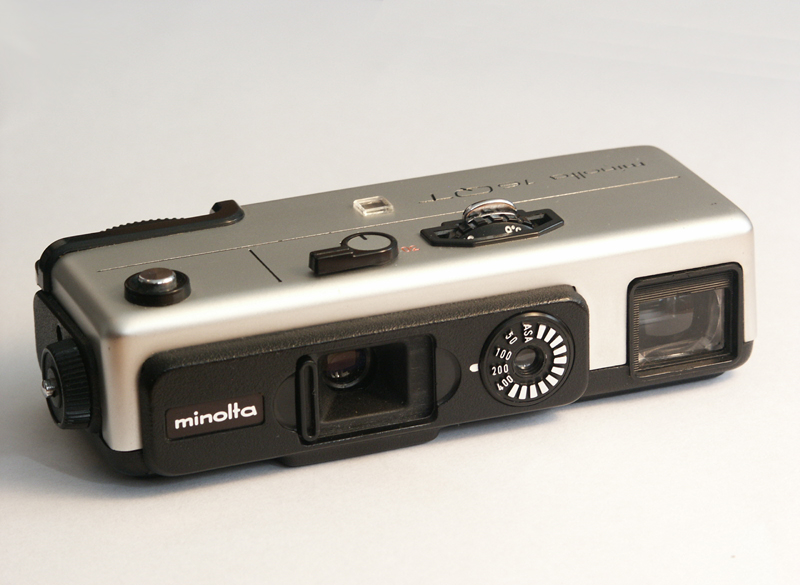
ミノルタ16 QT

国内ではリコー・ヤシカ・ミノルタ・興和などが製品を発売しており、海外ではローライやガミなどの16 mmカメラが著名である。16 mmのスチルカメラは、各社とも画面サイズがまちまちで、フィルムカートリッジにも互換性がない。このため、フィルムは使用者が用意されたマガジンに自分で詰めるか、カメラ各社が販売している専用フィルムを購入する必要がある。
なお、同じ16 mm幅の110規格は、登場直後「16 mm」と称されることがあった。ただし現在一般に16 mmカメラと呼べば、110カメラをその領域に含めないのが一般的である。